# Coordinadora Obrera Sindical
La Coordinadora Obrera sindical (COS) es un sindicato nacido en 1987 que se encuentra presente en  Cataluña, Baleares y la Comunidad Valenciana.
En 1987 la Confederació Sindical de Treballadors de Catalunya se disolvió formalmente pero una parte de su militancia, situada a la izquierda, fundó la Coordinadora Obrera Sindical que obtuvo el apoyo de los grupos de la izquierda independentista. Se integraron en el Col·lectiu d'Obrers en Lluita. En 1989 se produjeron escisiones en la Confederació Sindical Catalana. Los escindidos pasaron en parte a la COS.
La organización celebró su primer congreso en 1990. En 1992 entró en una crisis que no superó hasta en 1999.
Actualmente, se encuentra en una fase de crecimiento sostenido, y tiene presencia en al menos 13 comarcas de la Comunidad Valenciana, Cataluña y las Islas Baleares, así como en varias empresas, algunas de ellas muy importantes, como Transportes Metropolitanos de Barcelona, Universidad de Barcelona o en los Bomberos de la Generalidad. Forma parte de la coordinadora nacional de la Izquierda independentista catalana y se la considera su referente sindical.
A nivel internacional es miembro de la Federación Sindical Mundial desde el año 2013